# Педиасм, Феодор
Феодор Педиасм (греч. Θεόδωρος Πεδιάσιμος) —  греко-византийский ритор, эпистолограф, писатель

 и поэт первой половины XIV века.
Образование получил в Салониках, возможно, родом из г. Сере. Писал риторические речи церковного и другого содержания. 
Автор риторической песни под названием «Описание церкви в г. Сере» (Ékphrasis perí tu hierú ton Serròn), агиографического рассказа о чудесах великомученика Феодора Стратилата (Ékthesis tinon thaumáton ton hagíon megálon martýron kaj thaumaturgòn Theodὸron) и Феодора Тирона, двух энкомий (восхвалений)  «К солнцу» ( Ejs ton hélion) и «К лету» (Ejs to théros), а также писем (Epistoláj) Николаю Кавасилу, византийскому богослову и мистику.